# 洛兰·乌根
洛兰·乌根（英語：Lorraine Ugen，1991年8月22日—），英国女子田径运动员，2016年世界室内田径锦标赛女子跳远铜牌得主、2017年欧洲室内田径锦标赛女子跳远银牌得主、2022年世界室内田径锦标赛女子跳远铜牌得主。